# .308 Winchester

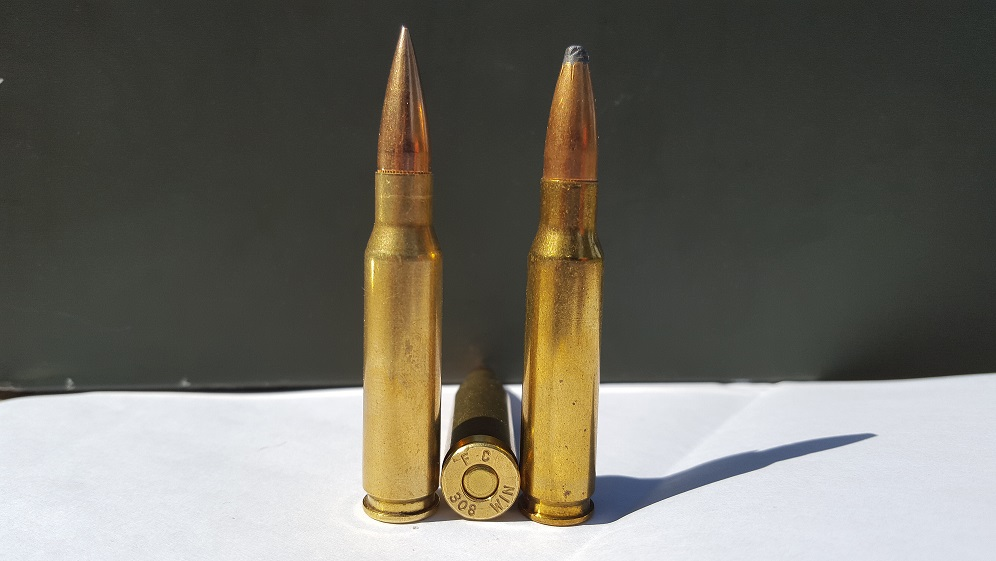
Náboje .308 Winchester

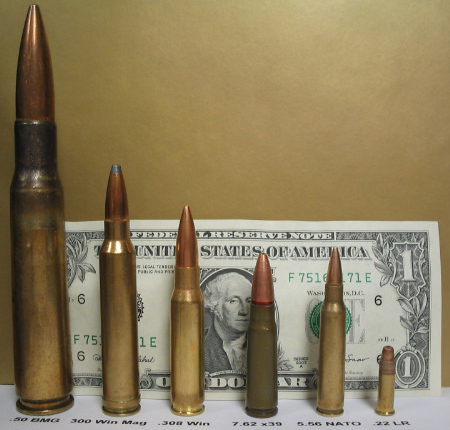
Zleva doprava: .50 BMG, 300 Win Mag, .308 Winchester (stejný vzhled jako 7,62 × 51 mm NATO), 7,62 Soviet, 5,56 NATO, .22LR

.308 Winchester je komerční verze vojenského náboje 7,62 × 51 mm NATO (nebo také označován jako T65) uvedená v roce 1952 na trh firmou Winchester (to znamená 2 roky před tím, než se začala používat ta zmíněná vojenská varianta).

## Rozdíl oproti 7,62 × 51 mm NATO
Vojenský náboj 7,62 × 51 mm NATO je téměř identický s komerčním nábojem .308 Winchester. Ale specifikace tohoto náboje je pod kontrolou NATO, zatímco kontrolu jeho civilní verze má na starosti SAAMI. Jediný větší rozdíl je v rozměru nábojnice v určitém místě. Liší se o 0,013" (vojenská verze je větší). Takže když se použije civilní náboj do vojenské zbraně, tak na stěnu nábojnice působí příliš velké síly, což může způsobit problémy. Sice je celkem bezpečné míchat mezi sebou obě ráže, ale když se používají správné náboje do určené hlavně, tak vzniká méně problémů.

## Vlastnosti + rozdíl oproti náboji .30-06 Springfield
Náboj 7,62 × 51 mm ve většině zbraní podává stejný balistický výkon jako náboj .30-06 Springfield, který sám nahradil. Nábojnice je sice kratší, ale použitá střela a množství střelného prachu jsou takřka identické. Menší objem nábojnice je dostatečný díky modernějším střelným prachům než byly ty, které se používaly na začátku éry náboje .30-06 Springfield.

## Náboje odvozené z .308 Winchester
- .243 Winchester
- .260 Remington
- 7mm-08 Remington
- .338 Federal
- .358 Winchester (8,8 × 51 mm)
- .307 Winchester
- .356 Winchester

## Použití
Tento náboj je díky své přesnosti používán pro terčovou střelbu a díky svému výkonu pro lov velké zvěře (až do velikosti losa).

## Specifikace
- Průměrná hmotnost střely: 140 grainů (tj. cca 9,072 g)
- Průměrná úsťová rychlost: 840 m/s
- Průměrná úsťová energie: 3 300 J
- Optimální nástřelná vzdálenost: 156 m (Střela Sierra, typ SBT, 11,7g)
- Celková délka náboje: 71,05 mm
- Průměr střely: .308" (7,82 mm)
- Maximální tlak: 4 150 Bar (tj. 415 MPa)
- Typ zápalky: velká pušková (LR)

## Příklady zbraní používající tento náboj
- Beretta Model 501
- CZ-700
- CZ-750
- CZ-557
- CZ-550
- Steyr Scout
- Winchester Model 70
- Winchester Model 88